# Die Sonne, die uns täuscht – Der Exodus
Die Sonne, die uns täuscht – Der Exodus (russisch Утомлённые солнцем 2: Предстояние Utomljonnyje solnzem 2: Predstojanije) ist ein russisches Filmdrama des Regisseurs Nikita Michalkow aus dem Jahr 2010 und die Fortsetzung seines Films Die Sonne, die uns täuscht (1994). In Deutschland erschien der Film am 6. September 2012 und der dritte Teil am 8. November 2012.

## Handlung
Der Film beginnt im Juni 1941. Die Handlung nimmt die Figuren des ersten Teils auf, aber deren Schicksal wurde komplett umgeschrieben. Oberst Kotow (im ersten Film 1936 erschossen) ist immer noch am Leben und sitzt im Gulag. Seine Tochter ist plötzlich erwachsen (im ersten Film 1930 geboren). Sie hatte sich vorm NKWD versteckt. Mitja (im ersten Teil Tod durch Selbstmord) ist auch noch am Leben. Er führt die Befehle von Stalins Terrorregime aus und hat eine gesicherte Stellung im Geheimdienst. Er hat Kotows Ehefrau erfolgreich gegen ihren Mann aufgebracht, da er ihr die Geständnisse mit seiner Unterschrift gezeigt hat. Dass diese Geständnisse erzwungen waren, erkennt sie nicht.
Stalin, der von seinem ehemaligen Verbündeten Hitler angegriffen wird, versucht, die gesamte sowjetische Bevölkerung zu mobilisieren. Kotow findet sich als einfacher Soldat in einem Strafbataillon an der russischen Westfront wieder. Nadia arbeitet als Krankenschwester an der Front.

## Rezeption
Der Film wurde sowohl von russischen als auch westlichen Kritiken verrissen, weil die Diskontinuität der Handlung als absurd empfunden wird. Alle Handlungsstränge des ersten Films wurden über Bord geworfen.
In Russland wurde die negative Darstellung der Roten Armee kritisiert. Westliche Kritiker warfen dem Film dagegen vor, zu sehr nach Putins Gusto gedreht worden zu sein. Er sei außerdem Propaganda für das orthodoxe Christentum.
Ein russischer Kritiker hingegen lobte die Darstellung der Roten Armee, die wegen Stalins Dilettantismus mit der Kriegssituation überfordert war.
Der Film war mit 55 Mio. $ (umgerechnet) Produktionskosten der teuerste jemals gedrehte russische Film. Er wurde trotz starker staatlicher Werbung zu einem der größten Flops der russischen Filmgeschichte.
Trotz negativer Kritik wurde der Film für die Goldene Palme nominiert und bekam lange Ovationen, 2010 wurde er in Cannes gezeigt und von russischer Seite als Kandidat für den Auslandsoscar nominiert.